# How You Remind Me
How You Remind Me és una cançó de la banda de rock canadenca Nickelback. Es va publicar el 21 d'agost de 2001 com a senzill principal del seu tercer àlbum d'estudi Silver Side Up (2001). El vocalista i guitarrista del grup, Chad Kroeger va escriure la cançó basant-se en la relació disfuncional que va mantenir amb la seva antiga parella sentimental, Jodi. La cançó va posar a Nickelback al panorama musical quan la van tocar per primer cop en concert a Sturgis, Dakota de al Sud, i sovint es considera la seva cançó principal.
How You Remind Me va arribar al número 1 de les cançons més escoltades de la dècada dels 2000 a la ràdio dels EE. UU, i va ser emesa més de 1,2 milions de vegades a les ones nord-americans des del seu llançament el 2001 fins a finals de 2009. Va arribar al número 1 de la llista Billboard Hot 100 i al número 4 dels UK Singles Chart.
La cançó va aparèixer en el videojoc musical Guitar Hero: Warriors of Rock. També va tenir un paper important en un sketch del progrma Saturday Night Live el 10 de març de 2018 amb Sterling K. Brown en què les últimes paraules d'una dona moribunda són les lletres de la cançó.

## Història
El cantant principal de Nickelback, Chad Kroeger, va escriure la cançó sobre la seva antiga parella sentimental amb la qual tenia una relació força disfuncional. Tot i així, va mantenir la lletra molt ambigua, la qual cosa representa bona part de l'èxit de la cançó, ja que molta gent ho va relacionar amb una ex parella que comença a assenyalar-te tots els defectes i alhora et trenca el cor: "Aquesta vegada m'equivoco, per lliurar-te un cor que val la pena trencar". Silver Side Up va ser el tercer àlbum de Nickelback, i moltes de les cançons versaven sobre relacions i qüestions personals. Kroeger va presentar la cançó a la banda una setmana abans de gravar l'àlbum com una possible incorporació d'última hora. Van acabar la cançó en uns 10 minuts i ja van veure que tenien alguna cosa especial. Aquest fet va contrastar amb la majoria del material del disc, que va ser escrit abans del seu anterior àlbum, The State (2000).
La cançó es va convertir en un èxit sorpresa ja què la companyia discogràfica de Nickelback, Roadrunner Records, esperava que Slipknot fos el grup que proporcionés l'èxit comercial per al 2001. En canvi, va ser Nickelback. L'àlbum es va publicar l'11 de setembre de 2001. Aquesta fet va fer que molts oients la associèssin amb els records de la tragèdia d'aquell dia.

## Guardons i crítiques musicals
Per les seves elevades vendes i la seva enorme difusió, "How You Remind Me" va ser guardonada amb el millor senzill de 2002 per la revista Billboard. El single va ser certificat d'Or per la RIAA el 2005, per a vendes de més de 500,000 còpies, i fins al 2010 havia venut al voltant de 860,000 còpies en total.
La cançó va acumular 4 Billboard Music Awards en les categories de "Hot 100","Alternative songs","Mainstrem rock","Mainstrem Top 40", a més de guanyar en la categoria de millor cançó als Juno Award (premis de la música canadenca)."How You Remind Em" va ser la cançó número u més reproduïda de 2002 als Estats Units, en tots els formats, segons Billboard Monitor. El 2003, va estar nominada al Grammy Award per "Record of the Year". El portal de rock Loudwire va classificar la cançó en el número 30 de la seva llista "Les millors cançons de rock dur del segle XXI". El canal per cable canadenc VH1 la va classificar en el número 16 en la categoria de "Balada més poderosa".
AllMusic la defineix com "una pista de rock de mig ritme atronadora marcada per acords gruixuts i un to de repressió, que capta molt bé els sentiments derrotats de les relacions sentimentals, al costat d'una banda sonora potent i anímica."